# Bernard Lutic
Bernard Lutic (Paimpol, 26 novembre 1943 – Venezuela, 28 novembre 2000) è stato un direttore della fotografia francese.

## Riconoscimenti
- Premio César per la migliore fotografia
  - 1995: candidato - Il colonnello Chabert

## Filmografia parziale

### Cinema
- La moglie dell'aviatore (La Femme de l'aviateur), regia di Éric Rohmer (1981)
- Les hommes préfèrent les grosses, regia di Jean-Marie Poiré (1981)
- Il bel matrimonio (Le beau mariage), regia di Éric Rohmer (1982)
- L'Honneur d'un capitaine, regia di Pierre Schoendoerffer (1982)
- Prestami il rossetto (Coup de foudre), regia di Diane Kurys (1983)
- Un jeu brutal, regia di Jean-Claude Brisseau (1983)
- Viva la vita (Viva la vie!), regia di Claude Lelouch (1984)
- Tornare per rivivere (Partir, revenir), regia di Claude Lelouch (1985)
- Revolution, regia di Hugh Hudson (1985)
- L'amico della mia amica (L'ami de mon amie), regia di Éric Rohmer (1987)
- Il ritorno dei tre moschettieri (The Return of the Musketeers), regia di Richard Lester (1989)
- Dien Bien Phu, regia di Pierre Schoendoerffer (1992)
- Il colonnello Chabert (Le colonel Chabert), regia di Yves Angelo (1994)
- Between the Devil and the Deep Blue Sea, regia di Marion Hänsel (1995)
- 8 zampe di guai (Hercule & Sherlock), regia di Jeannot Szwarc (1996)
- La mia vita fino ad oggi (My Life So Far), regia di Hugh Hudson (1999)
- La partita - La difesa di Lužin (The Luzhin Defence), regia di Marleen Gorris (2000)
- Lumumba, regia di Raoul Peck (2000)
- Sognando l'Africa (I Dreamed of Africa), regia di Hugh Hudson (2000)

### Televisione
- La ville dont le prince est un enfant, regia di Christophe Malavoy - film TV (1997)